# عباس حشمتی
عباس حشمتی (۱۲۸۷ محلات - ۱۳۴۶) از مالکان بزرگ محلات، افسر ارتش، نماینده مجلس شورای ملی و استانداران دوره پهلوی بود. او مربی سوارکاری محمدرضا شاه و برادرانش بود.
پدرش نصرت‌اللَّه خان سردار حشمت که از مالکان عمده محلات بود، او را در نوجوانی برای تحصیل در رشته نظام به اروپا فرستاد. پس از تحصیل در دانشکده نظامی سن سیر فرانسه به ایران بازگشت و با درجه افسری، مربی سوارکاری دانشکده افسری شد. هنگامی که به درجه سرگردی رسیده بود، مربی سواری ولی‌عهد وقت و برادرانش شد.
پس از شهریور ۱۳۲۰ و اشغال ایران، حشمتی از خدمت در ارتش استعفا داد. در انتخابات دوره چهاردهم مجلس شورای ملی که در محلات و خمین در اردیبهشت ۱۳۲۳ برگزار شد، با کسب ۹۹۱۸ رأی از مجموع ۱۰۱۰۰ رأی  که به صندوق ریخته شد، به نمایندگی از این حوزه انتخابیه به مجلس راه یافت. حشمت پس از پایان دوره نمایندگی‌اش، استاندار گیلان، کرمانشاهان و در سال ۱۳۲۹ استاندار اصفهان شد. پس از ۲۸ مرداد ۱۳۳۲ بار دیگر به مجلس رفت و دو دوره (دوره‌های هجدهم و نوزدهم) نماینده محلات و خمین بود.
از عباس حشمت به عنوان مردی ثروتمند و تحصیلکرده و بذال یاد می‌شود که چند همسر برگزید. یکی از همسرانش خواهر سپهبد رزم‌آرا بود که در جوانی در اثر اختلاف با همسرش، خودکشی کرد. از فرزندانش یکی دکتر بهروز حشمتی بود که پزشک شد و دیگری کامبیز که فرماندار آبادان و چندی مدیرکل وزارت کشور شد.<ref
```
name=":0"/
```